# Widoma (gromada)
Widoma – dawna gromada, czyli najmniejsza jednostka podziału terytorialnego Polskiej Rzeczypospolitej Ludowej w latach 1954–1972.
Gromady, z gromadzkimi radami narodowymi (GRN) jako organami władzy najniższego stopnia na wsi, funkcjonowały od reformy reorganizującej administrację wiejską przeprowadzonej jesienią 1954 do momentu ich zniesienia z dniem 1 stycznia 1973, tym samym wypierając organizację gminną w latach 1954–1972.
Gromadę Widoma z siedzibą GRN w Widomej utworzono – jako jedną z 8759 gromad na obszarze Polski – w powiecie miechowskim w woj. krakowskim, na mocy uchwały nr 24/IV/54 WRN w Krakowie z dnia 6 października 1954. W skład jednostki weszły obszary dotychczasowych gromad: Wola Więcławska ze zniesionej gminy Michałowice, Widoma, Zalesie i Maszków (bez enklawy o powierzchni 25 ha, leżącej w granicach dotychczasowej gromady Smroków w gminie Jasice) oraz miejscowość Kolonia Domiarki z dotychczasowej gromady Poskwitów ze zniesionej gminy Iwanowice, a także przysiółki Folwark-Zaborze i Niedźwiedź-Wesoła z dotychczasowej gromady Wesoła ze zniesionej gminy Niedźwiedź w tymże powiecie. Dla gromady ustalono 18 członków gromadzkiej rady narodowej.
1 stycznia 1969 z gromady Widoma wyłączono wieś Wola Więcławska włączając ją do gromady Michałowice w powiecie krakowskim w tymże województwie, po czym gromadę Widoma zniesiono włączając jej (pozostały) obszar do gromad Iwanowice (wsie Maszków, Widoma i Zalesie) i Niedźwiedź (wieś Zaborze) w powiecie miechowskim.